# 新界區專線小巴606S線
新界區專線小巴606S線，由瑞明服務營辦，來往元朗（鳳翔路）及尖沙咀東（麼地道），途經新界區的青山公路（元朗至藍地段）及屯門市中心，與九龍區的長沙灣道（荔枝角、長沙灣、深水埗，只限往九龍方向途徑）及彌敦道沿線（旺角、油麻地及佐敦），取道屯門公路、荃灣路及葵涌道往返兩地。

## 歷史
- 1990年8月31日：運輸署公開招標14組共27條專綫小巴新路線，此路線與601、602、603、604、605編為同一組。[1]
- 1991年11月11日：606S線投入服務。[2]

## 服務時間及班次
| 由元朗（鳳翔路）開出 | 由尖沙咀東（麼地道）開出 | 班次 （分鐘） |
| 每日                 | 每日                     | 每日          |
| -------------------- | ------------------------ | ------------- |
| 23:00-05:00          | 00:00-05:50              | 6-13          |

## 收費
- 全程收費：$25.0（優惠價：$24.0）
  - 元朗（鳳翔路）往返屯門市廣場：$9.5（優惠價：$9.0）
  - 元朗（鳳翔路）往返碧街：$22.4（優惠價：$22.0）
  - 碧街往返尖沙咀東：$9.5（優惠價：$9.0）

## 行車路線
此路線的官方全程行車里數為40公里，行車時間約為50分鐘。（平均行車時速約為48公里）

- 往尖沙咀（麼地道）途經：鳳翔路、青山公路－元朗段、青山公路－屏山段、青山公路－洪水橋段、青山公路－藍地段、藍地交匯處、屯門公路、屯發路、屯門公路、荃灣路、葵涌道、長沙灣道、彌敦道、梳士巴利道、科學館道及麼地道
- 往元朗（鳳翔路）途經：麼地道、漆咸道南、梳士巴利道、彌敦道、亞皆老街、櫻桃街、西九龍走廊、荔枝角道、葵涌道、荃灣路、屯門公路、屯喜路、屯門公路、藍地交匯處、青山公路－藍地段、青山公路－洪水橋段、青山公路－屏山段、青山公路－元朗段、朗日路、朗樂路、青山公路－元朗段及鳳翔路

| 元朗（鳳翔路）開 | 元朗（鳳翔路）開 | 元朗（鳳翔路）開   | 尖沙咀東（麼地道）開 | 尖沙咀東（麼地道）開 | 尖沙咀東（麼地道）開 |
| 序號             | 主要車站位置     | 街道               | 序號                 | 主要車站位置         | 街道                 |
| ---------------- | ---------------- | ------------------ | -------------------- | -------------------- | -------------------- |
| 1                | 元朗（鳳翔路）   | 元朗（鳳翔路）     | 1                    | 尖沙咀（麼地道）     | 尖沙咀（麼地道）     |
| 2                | 又新街           | 青山公路－元朗段   | 2                    | 新世界中心           | 麼地道               |
| 3                | 大棠路           | 青山公路－元朗段   | 3                    | 半島酒店             | 梳士巴利道           |
| 4                | 元朗警署         | 青山公路－元朗段   | 4                    | 海防道               | 彌敦道               |
| 5                | 水邊村           | 青山公路－屏山段   | 5                    | 九龍公園             | 彌敦道               |
| 6                | 朗邊             | 青山公路－屏山段   | 6                    | 柯士甸道             | 彌敦道               |
| 7                | 屏山             | 青山公路－屏山段   | 7                    | 寶靈街               | 彌敦道               |
| 8                | 新起村           | 青山公路－屏山段   | 8                    | 永安百貨             | 彌敦道               |
| 9                | 灰沙圍           | 青山公路－屏山段   | 9                    | 九龍中央郵政局       | 彌敦道               |
| 10               | 大道村           | 青山公路－屏山段   | 10                   | 文明里               | 彌敦道               |
| 11               | 洪水橋站         | 青山公路－洪水橋段 | 11                   | 登打士街             | 彌敦道               |
| 12               | 鍾屋村站         | 青山公路－洪水橋段 | 12                   | 創興廣場             | 彌敦道               |
| 13               | 亦園村           | 青山公路－洪水橋段 | 13                   | 山東街               | 彌敦道               |
| 14               | 泥圍             | 青山公路－藍地段   | 14                   | 雅蘭中心             | 彌敦道               |
| 15               | 福亨村           | 青山公路－藍地段   | 15                   | 屯門市廣場           | 屯喜路               |
| 16               | 妙法寺           | 青山公路－藍地段   | 16                   | 紅橋                 | 屯門公路             |
| 17               | 藍地站           | 青山公路－藍地段   | 17                   | 藍地站               | 青山公路－藍地段     |
| 18               | 虎地             | 藍地交匯處         | 18                   | 青磚圍               | 青山公路－藍地段     |
| 19               | 紅橋             | 屯門公路           | 19                   | 泥圍站               | 青山公路－藍地段     |
| 20               | 華都花園         | 屯發路             | 20                   | 亦園村               | 青山公路－洪水橋段   |
| 21               | 美孚站           | 長沙灣道           | 21                   | 鍾屋村站             | 青山公路－洪水橋段   |
| 22               | 荔枝角站         | 長沙灣道           | 22                   | 洪水橋站             | 青山公路－洪水橋段   |
| 23               | 元州邨           | 長沙灣道           | 23                   | 大道村               | 青山公路 – 屏山段    |
| 24               | 欽州街           | 長沙灣道           | 24                   | 灰沙圍               | 青山公路 – 屏山段    |
| 25               | 北河街           | 長沙灣道           | 25                   | 塘坊村站             | 青山公路 – 屏山段    |
| 26               | 楓樹街           | 長沙灣道           | 26                   | 屏山站               | 青山公路 – 屏山段    |
| 27               | 太子站           | 彌敦道             | 27                   | 朗庭園               | 青山公路 – 屏山段    |
| 28               | 水渠道           | 彌敦道             | 28                   | 水邊圍邨             | 青山公路 – 屏山段    |
| 29               | 旺角站           | 彌敦道             | 29                   | 元朗廣場             | 青山公路－元朗段     |
| 30               | 奶路臣街         | 彌敦道             | 30                   | 開心廣場             | 青山公路－元朗段     |
| 31               | 豉油街           | 彌敦道             | 31                   | 新元朗中心           | 青山公路－元朗段     |
| 32               | 碧街             | 彌敦道             | 32                   | 元朗（東）           | 元朗（東）           |
| 33               | 文明里           | 彌敦道             | 33                   | 元朗（鳳翔路）       | 元朗（鳳翔路）       |
| 34               | 加士居道         | 彌敦道             |                      |                      |                      |
| 35               | 德成街           | 彌敦道             |                      |                      |                      |
| 36               | 聖安德烈堂       | 彌敦道             |                      |                      |                      |
| 37               | 金巴利道         | 彌敦道             |                      |                      |                      |
| 38               | 金馬倫道         | 彌敦道             |                      |                      |                      |
| 39               | 中間道           | 彌敦道             |                      |                      |                      |
| 40               | 尖東站           | 梳士巴利道         |                      |                      |                      |
| 41               | 永安廣場         | 梳士巴利道         |                      |                      |                      |
| 42               | 尖沙咀（麼地道） | 尖沙咀（麼地道）   |                      |                      |                      |

## 相關事件
- 2012年2月19日：有傳媒指該線客滿後「抄捷徑」，使用西九龍公路往屯元，致旺角返回屯元的乘客白等一場。[3]
- 2012年6月15日：東方日報繼續報導此路線在九龍區私自改路，改經西九龍走廊而不經長沙灣道，並超速行駛[4][5]；事件曝光後，此路線回復官方的走線。[6]